# Zabiorę nas
„Zabiorę nas” je první sólový singl polské zpěvačky Cleo. Premiéra singlu se uskutečnila 30. prosince 2015. Ve stejný den byl zveřejněn také videoklip k písni, který režíroval Piotr Smoleński. Dne 25. ledna 2016 byl vydán oficiální remix singlu, který měl na starosti Basto.

## Žebříčky

### Umístění v žebříčcích AirPlay
| Země   | Žebříčky (2016)   | Nejvyšší umístění |
| ------ | ----------------- | ----------------- |
| Polsko | AirPlay – Top     | 8                 |
| Polsko | AirPlay – Nowości | 2                 |

### Pozice v rozhlasových hudebních hitparádách
| Země   | Žebříčky (2016)                           | Nejvyšší umístění |
| ------ | ----------------------------------------- | ----------------- |
| Polsko | RMF FM (POPLista)                         | 1                 |
| Polsko | RMF Maxxx (Hop Bęc) (Basto Remix)         | 1                 |
| Polsko | Radio Zachód (Mniej Więcej Lista)         | 1                 |
| Polsko | Radio Bielsko (Codzienna Lista Przebojów) | 1                 |
| Polsko | Radio Eska (Gorąca 20)                    | 1                 |
| Polsko | RMF Maxxx (Hop Bęc)                       | 10                |
| Polsko | Polskie Radio Szczecin (SLiP)             | 11                |